# Луншань (культура)

Ареал распространения культуры Луншань

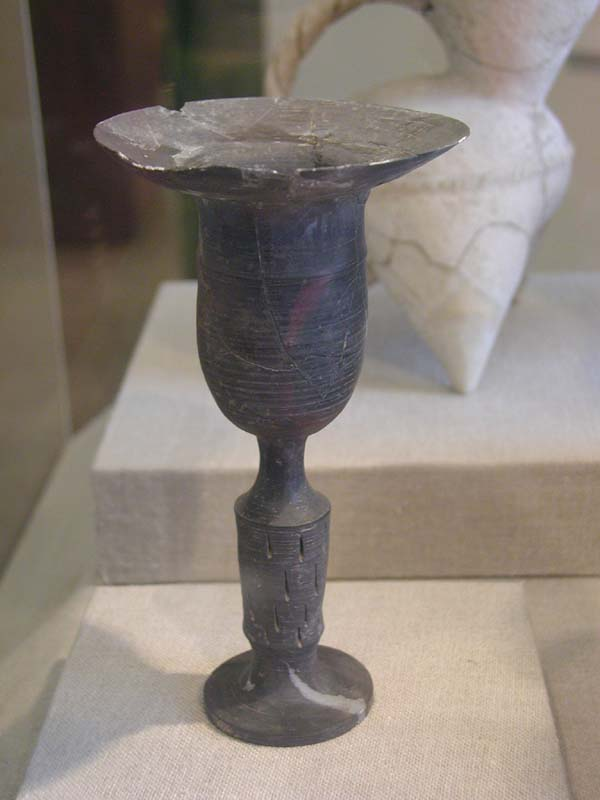
Кубок, найденный в Шаньдуне

Лунша́нь (кит. трад. 龍山文化, упр. 龙山文化, пиньинь Lóngshān wénhuà) — группа энеолитических культур, располагавшихся в бассейне реки Хуанхэ на протяжении первой половины II тысячелетия до н. э..
Этот культурный слой возник на базе Яншао, но под влиянием извне (мигранты из Центральной Азии вызвали культурную диффузию). Разные культуры представляют различные луншаноидные типы: Цицзя (Ганьсу) и Цинляньган, Давэнькоу (Шаньдунь) и Цюйцзялин.
К поздней фазе Луншаня часть исследователей относит культуру Таосы  (2300 - 1900 гг. до н. э., Сянфэнь, Шаньси).
В XVI веке до н. э. сменилась культурой бронзы Эрлитоу (Ся) и Шан-Инь.
Представителей данной культуры отличал высокий рост (1,9 м).

## Материальная культура
Отличительной особенностью культуры Луншань является использование гончарного круга, новых сортов зерна (пшеница с Ближнего Востока) и пород скота (коза, овца, корова). Появление бронзовой металлургии и колесниц в Китае послужило основанием для антинаучных гипотез индоевропейского происхождения расцвета китайской цивилизации Также луньшанцы выращивали просо и свиней. Известно им было шелководство и куроводство. Другие отличительные особенности: скапулимантия (гадание на костях), сосуды типа ли с тремя ножками в виде вымени (возможно указывает на развитый скотоводческий комплекс), а также особый тип керамики (тонкостенная серая и чёрная безо всякой росписи).
Все эти изделия изготавливались как крестьянами, так и выделявшимися из их числа ремесленниками. Люди жили в небольших посёлках с жилищами яншаоского типа, занимались, в основном, мотыжным земледелием, из-за чего раз в несколько десятилетий меняли место жительства. Некоторые поселения состояли из 100 домов.

## Палеогенетика
У образца PLTM311 (2201—2024 лет до н. э., Пинлянтай, Хуайян, Хэнань) определили Y-хромосомную гаплогруппу N1b2-Z4762>F2905>CTS12473*. У образца WD-WT1H16 (2139—2033 лет до н. э., Вадянь, Ючжоу, Хэнань) определили Y-хромосомную гаплогруппу O2a2b1-M134>Y20>>Y12>CTS2643>F1326, у образца SM-SGDLM6 (2193—2035 лет до н. э., Shengedaliang, Шенму, Шэньси) — Y-хромосомную гаплогруппу O2a2b1-M134>PAGE23>M1706>A9459>F438>Y17728>F1754>F2137>MF15397*. Также у представителей культуры Луншань определили митохондриальные гаплогруппы D4b1a и pre-F2h. Admixture и F4-анализ показывают, что население культуры Луншань имеет некоторую примесь с юга по сравнению с культурой Яншао. Геномные данные четырёх человек позднего неолита в Центральном Китае, связанных с культурой позднего неолита Луншань, предоставили прямые доказательства кровнородственного спаривания в древнем Китае, выявляя инбридинг среди популяций Луншань.